# Sędzia pokoju

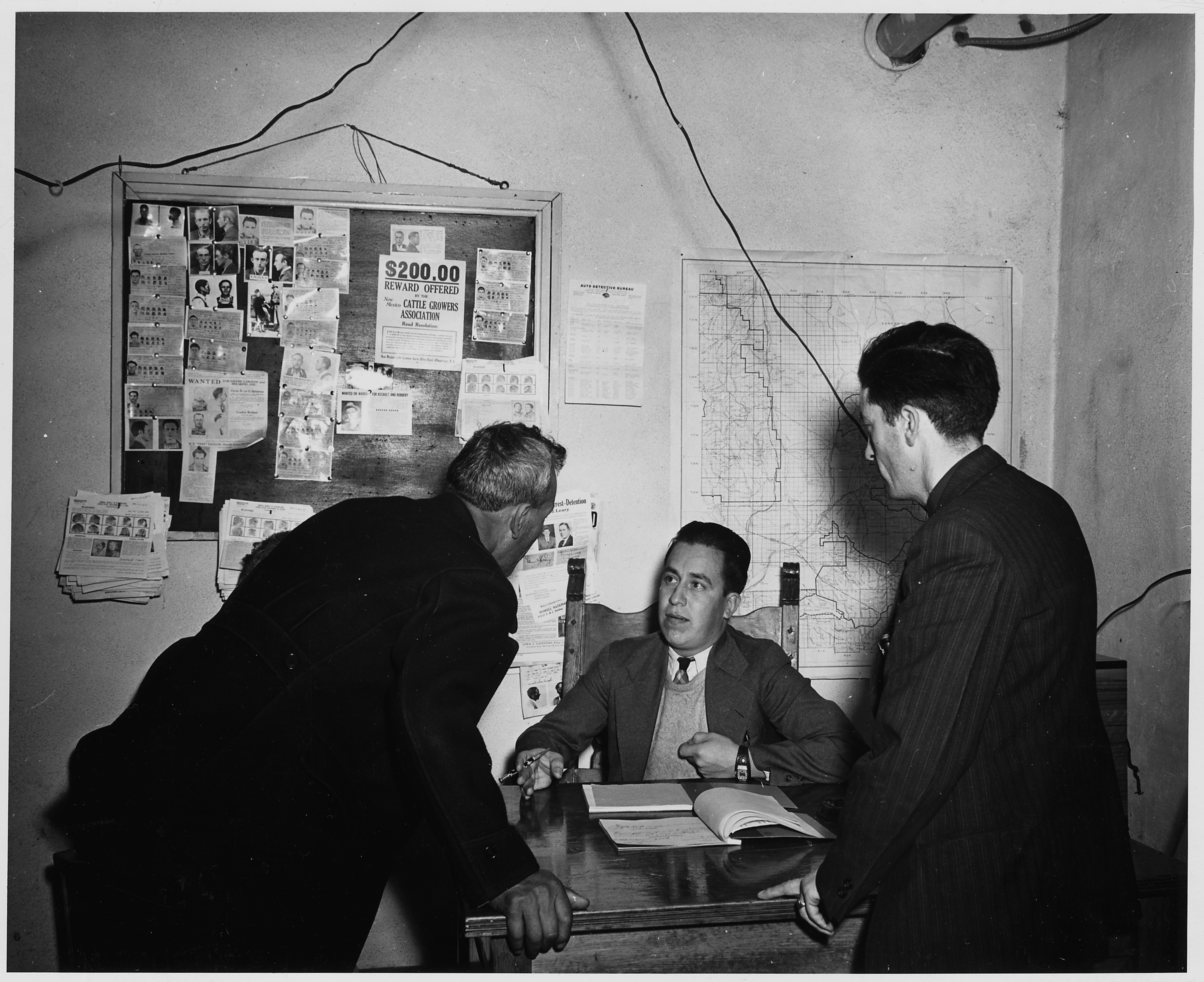
Sędzia pokoju w Stanach Zjednoczonych, 1941

Sędzia pokoju – sędzia najniższego stopnia, któremu podlegają sądy najniższej instancji (sądy pokoju), orzekające zazwyczaj w drobnych sprawach cywilnych.

## Dawne sądy pokoju w Polsce i na ziemiach polskich
Na terenach Polski instytucja sędziego pokoju istniała w różnych formach w XIX oraz na początku XX wieku i została ostatecznie zniesiona w 1938 roku. Sądy pokoju łączyły jurysdykcję w sprawach cywilnych i karnych. Ich organizację określała początkowo konstytucja Księstwa Warszawskiego oraz dekret króla Fryderyka Augusta z 26 lipca 1810 r. Sąd pokoju składał się z wydziałów: pojednawczego, spornego oraz policyjnego. Wydział policyjny był także nazywany sądem policji prostej. W postępowaniu cywilnym rozstrzygał sprawy pojednawcze lub gdy wartość sporu wynosiła od 30 do 160 zł, zaś w sprawach karnych do wysokości grzywny 30 zł lub trzech tygodni aresztu. Do jego kompetencji należały ponadto sprawy o pobicia i obelgi. Apelacje od postanowień sądu pokoju wnoszono do trybunałów cywilnych lub sądów policji poprawczej (sprawy kryminalne). Taka organizacja utrzymała się do 1876 r., kiedy wprowadzono sądy pokoju oparte na modelu rosyjskim.
W II Rzeczypospolitej sędzia pokoju przewodził rozprawom, w których początkowo oprócz niego uczestniczyło dwóch ławników; od 1927 sędzia pokoju orzekał jednoosobowo. Lokale dla sądów pokoju (lub pokrycie komornego za lokale wynajęte) były zobowiązane zapewnić gminy. Sędzia pokoju pochodził z wyboru mieszkańców danego okręgu sądowego i obejmował funkcję na pięcioletnią kadencję. Kandydat musiał mieć skończone 30 lat, władać językiem polskim w mowie i piśmie, mieć wykształcenie przynajmniej średnie, cieszyć się pełnią praw obywatelskich i nieskazitelną opinią. Wykluczeni byli parlamentarzyści, urzędnicy, wojskowi w służbie czynnej, duchowni, adwokaci i notariusze.
1 maja 1938 weszła w życie ustawa z dnia 9 kwietnia 1938 r. o zniesieniu instytucji sądów przysięgłych i sędziów pokoju.

## Współczesne sądy pokoju w innych krajach
W Belgii sądy pokoju orzekają w sprawach, w których wartość przedmiotu sporu nie przekracza 5000 euro i które nie wchodzą w zakres właściwości wyłącznej innych sądów. Rozpatrują również między innymi sprawy dotyczące najmu, sporów sąsiedzkich, służebności i wywłaszczenia, niezależnie od wartości przedmiotu sporu, a także orzekają o zastosowaniu środków tymczasowych w sporach między małżonkami.
W Stanach Zjednoczonych sędziemu pokoju podlegają sądy najniższej instancji (orzekające o winie w drobnych przestępstwach i wykroczeniach drogowych), udziela też ślubów; funkcja ma charakter wybieralny i wiążą się z nią wynagrodzenia pieniężne.
W Wielkiej Brytanii jest to sędzia lokalny, który nie otrzymuje wynagrodzenia (oprócz diet i zwrotu kosztów); może orzekać grzywny do 5000 funtów i kary pozbawienia wolności na okres do 12 miesięcy.
W Szwajcarii instytucja sędziego pokoju funkcjonuje w kilku kantonach. Kompetencje szwajcarskich sędziów pokoju różnią się w zależności od kantonu.